# Bisdom Kopenhagen (rooms-katholiek)
Het bisdom Kopenhagen (Latijn: Dioecesis Hafniae) is het enige rooms-katholieke bisdom in Denemarken en omvat het gehele koninkrijk. De Katholieke Kerk in Denemarken is een diasporakerk en valt direct onder de Heilige Stoel. Na de Reformatie van 1536 werd het katholicisme in Denemarken verboden. Sedert 1849 toen het alleenrecht van de lutherse godsdienst werd opgeheven, kon de Katholieke Kerk, die geheel uit Denemarken was verdwenen, op beperkte schaal weer worden opgebouwd.  In de 19e eeuw kwamen missionarissen in het land en stichtten op 7 augustus 1868 een apostolische prefectuur. Op 12 maart 1892 werd de prefectuur omgevormd tot een apostolisch vicariaat en uiteindelijk ontstond op 29 april 1953 het bisdom Kopenhagen. Het bisdom beslaat geheel Denemarken, de Faeröer en Groenland. Het is daarmee het qua oppervlakte grootste bisdom van de Katholieke Kerk wereldwijd. De bisschopszetel bevindt zich in de Deense hoofdstad Kopenhagen. Patroonheilige van het diocees is de heilige Ansgar, apostel van Scandinavië.

## Denemarken
Het aantal katholieken in Denemarken is gering: circa 40.000 gelovigen. Daarmee is het na de staatskerk (84,3%) en de islamitische gemeenschap (3%) de derde geloofsgemeenschap qua gelovigen (0,6%) [gegevens najaar 2004]. De Katholieke Kerk beschikt over ongeveer 80 priesters, waarvan de helft aan orden verbonden is. Zij werken, met ruim 230 zusters, in 51 parochies. De huidige bisschop Czeslaw Kozon is na zijn voorgangers Theodor Suhr OSB en Hans Martensen SJ de derde bisschop van Kopenhagen die in het land is geboren en opgegroeid. De bisschopskerk van het bisdom is de Kathedraal van Sint Ansgar.

## Faeröer
Op de Faeröer bestond reeds aan het begin van de 12e eeuw een eigen bisdom. Dit bisdom Faeröer zetelde in Kirkjubøur (tegenwoordig deel van de gemeente Tórshavn). Tussen circa 1100 en het begin van de Reformatie op de eilanden, rond 1538, had het bisdom 34 bisschoppen geteld. Hun kathedra stond in de 14e-eeuwse kathedraal van HH. Magnus en Thorlac in Kirkjubøur; hetzelfde patrocinium is overigens terug te vinden in de H. Magnuskathedraal op de Orkney-eilanden. De Faeröer maken tegenwoordig deel uit van het bisdom Kopenhagen.

## Groenland
Volgens de kroniek van Adam van Bremen uit 1076 was Groenland toen al gekerstend. In het eerste kwart van de 12e eeuw beschikte het over een eigen bisschop in Garðar (het tegenwoordige Igaliku), die viel onder de Aartsbisschop van Nidaros. De komst van de Inuit naar Groenland lijkt vanaf 1400 een geleidelijk einde te hebben gemaakt aan de Katholieke Kerk op het eiland, dat werd afgesloten met de verdwijning van de nazaten van de Noormannen in de 15e eeuw. Vanaf de 18e eeuw vond er een nieuwe missionering plaats door protestantse predikanten. Groenland is voor de katholieken een diasporakerk en ressorteert onder het bisdom Kopenhagen.

## Bisschoppen
De eerste drie bisschoppen van Kopenhagen waren titulair bisschop en apostolisch vicaris. Suhr was de eerste residerend bisschop van Kopenhagen.
| Periode                 | Naam                          | Nationaliteit |
| ----------------------- | ----------------------------- | ------------- |
| 08-09-1869 - 15-12-1883 | Hermann Grüder                | Duitsland     |
| 17-02-1884 - 17-03-1922 | Johannes Von Euch             | Duitsland     |
| 10-10-1922 - 13-12-1938 | Josef Ludwig Brems, O.Praem   | België        |
| 13-12-1938 - 06-10-1964 | Johannes Theodor Suhr, O.S.B. | Denemarken    |
| 22-03-1965 - 22-03-1995 | Hans Ludvig Martensen, S.J.   | Denemarken    |
| 22-03-1995 - Heden      | Czeslaw Kozon                 | Denemarken    |